# ポール・ガスコイン
ポール・ジョン・ガスコイン（英語: Paul John Gascoigne, 1967年5月27日 - ）は、イングランドの元サッカー選手、サッカー指導者。現役時代のポジションはMF（攻撃的MF）。愛称は「ガッザ」 (Gazza)。
太目の体型ながら高いドリブルテクニックとパスセンスの持ち主であり、愛嬌のあるキャラクターで1990年代にはイギリスの国民的英雄と呼ばれ人気を集めた。しかし、その一方で公序良俗に反するような言動、アルコール依存症やうつ病にまつわるトラブルを頻繁に引き起こすことでも知られ、引退後もしばしばメディアを賑わしている。

## 生い立ち
タインアンドウィア州ゲイツヘッドで煉瓦職人の父と母の間に長男として生まれた。ガスコインという姓はフランス南部のガスコーニュ地方に由来し、本名の「ポール・ジョン」とは母親がビートルズのファンであり、ポール・マッカートニーとジョン・レノンの名前に因んで名づけられた。幼少の頃からサッカーに親しみ地元のサッカークラブであるニューカッスル・ユナイテッドFCのサポーターであると共に、ヨハン・クライフやペレのファンだった。
ゲイツヘッド・ボーイズに在籍していた12歳の頃からサッカークラブのスカウトの関心を集め、イプスウィッチ・タウン、ミドルズブラ、サウサンプトンのテストを受けたがいずれも不合格に終わり、1980年にニューカッスル・ユナイテッドの学生会員となった。毎週火曜日の練習に参加しながら学校に通う日々を送っていたが、1982年8月、当時のイングランド代表のスター選手であるケビン・キーガンがクラブに入団した際には、キーガンの雑用係を務めていた。
1983年5月、16歳の誕生日に週給25ポンドの2年契約でニューカッスルと練習生契約を結んだ。ユースチームでは直ぐに頭角を現しチームの成績も好調だったが、この当時から太目の体型だった。指導者からは体重の事や私生活のトラブルの事でたびたび叱責を受けており、そのストレス発散のために過食を繰り返していたが、正規の練習の後に減量のためのランニングを課せられていた。

## クラブ経歴

### ニューカッスル
1984年6月、トップチームの監督にジャック・チャールトンが就任すると、更なる減量と食事制限を課し、ユースチームの主将に任命された。同時期にリザーブチームに昇格を果たすと、1985年3月からはトップチームの遠征に帯同するようになり、同年4月13日のクイーンズパーク・レンジャーズ戦で途中交代からリーグデビューを果たした。一方で、ユースチームの主将として挑んだFAユースカップでは準決勝でバーミンガム・シティを下して決勝戦に駒を進め、決勝ではワトフォードを4-1で下し、1962年大会以来となる23年ぶり2回目の優勝に導いた。この優勝の後にトップチームと週給120ポンドでプロ契約を結んだ。
ニューカッスルではクリス・ワドルらとチームメイトとなり、デビューとなった1984-85シーズンは2試合の出場に終わったが、翌1985-86シーズンになると出場機会が増え、3年目の1986-87シーズンレギュラーに定着し24試合で5得点を挙げた。これらの活躍により、それまで代表レベルでの経験のなかったガスコインは21歳以下のイングランド代表に招集される事になった。リーグ戦での活躍から「小さな宝石」や「期待の新星」として注目を集める一方で、次第にクラブから移籍をしたいという気持ちが高まっていった。ガスコイン自身は第一志望としてリヴァプールFCへの移籍を希望していたが、ブライアン・ロブソンの後継者を探してたアレックス・ファーガソンが監督を務めるマンチェスター・ユナイテッドFCからも交渉を持ちかけられていた。ファーガソンから熱心な勧誘を受け移籍に気持ちが傾いたが、テリー・ヴェナブルズが監督を務めるトッテナム・ホットスパーから勧誘を受けた際の、ヴェナブルズの「私の下で指導を受ければ確実にイングランド代表に選ばれるだろう」との言葉に触発されて、トッテナムへ移籍する事が決まった。

### トッテナム
1988年夏にトッテナムへ移籍したが、移籍金の220万ポンドは、当時のイングランドのクラブが支払った最高金額だった。ヴェナブルズの指導下で中心選手として活躍し、同年にはPFA年間最優秀若手選手賞を受賞した。1989-90シーズンのリーグ戦ではスペインのFCバルセロナからゲーリー・リネカーが加入するとリーグ戦では二人のコンビプレーもあってチームを1988-89シーズンの6位から3位に押し上げた。
ヴェナブルズの言葉通りに1988年にイングランド代表に選ばれ、1990 FIFAワールドカップではベスト4進出の原動力となった。W杯後に国内ではガスコインの人気が過熱し新たなスター選手として迎えられた（後述）。1990-91シーズンにヘルニアの手術を受けたため、1か月間は試合から遠ざかったが、FAカップ準決勝のアーセナルFC戦ではフリーキックを直接決めて3-1の勝利に貢献し、ウェンブリー・スタジアムでの決勝戦に駒を進めた。シーズンの最中からイタリアのラツィオがガスコインの獲得に関心を示しており、FAカップ決勝がトッテナムでの最後の試合になると考えられていた。しかし決勝のノッティンガム・フォレストFC戦において、前半17分に相手DFのゲイリー・チャールズに悪質なタックルを行った際に、自らが右膝靭帯断裂の重傷を負った。試合はガスコインを欠いたもののトッテナムが延長戦の末にノッティンガムを下しタイトルを獲得したが、ガスコイン自身は搬送された病院のテレビでこの模様を観戦しており、治療とリハビリのために1年4か月試合から遠ざかることになった。この負傷に関して対戦相手のノッティンガムの選手だったスチュアート・ピアースは次のように評している。

### ラツィオ
1992年5月、550万ポンドの金額でセリエAのラツィオへ移籍。同年9月22日のジェノア戦でリーグ戦デビューを果たすと22試合に出場し4得点を記録。チームはリーグ戦で5位に入りUEFAカップ出場権獲得するなど結果を残したが、国際大会への出場はチームにとって16年ぶりの出来事だった。しかし肥満問題などから次第に調子を落とすと、1994年4月には練習中にアレッサンドロ・ネスタにタックルを仕掛けた際に右脚を骨折し、1シーズンを棒に振ることになった。

### レンジャーズ
1995年7月、430万ポンドの金額でスコティッシュ・プレミアリーグのレンジャーズへ移籍。ウォルター・スミス監督の下で1995-96シーズンのリーグとカップの二冠獲得に貢献。1996年にはスコットランド・サッカー記者協会年間最優秀選手賞とスコットランドPFA年間最優秀選手賞を同時受賞した。翌1996-97シーズンには、私生活でのトラブル（後述）や脚の負傷により調子を落とし、批判を受ける機会があったが、シーズン中盤に調子を取り戻すとリーグ連覇とリーグカップの二冠獲得に貢献した。
1997-98シーズンには妻との離婚問題だけでなく、武装組織のIRAのメンバーを名乗る人物からの脅迫、サポーターへの挑発行為に関する騒動など、様々なトラブルに見舞われ、ストレスから逃れるために次第にアルコールに頼った生活を送る様になった。また飲酒だけでなく、不眠症を解消するために睡眠薬に頼るようになったことを契機に薬物中毒になったことが、プレーの面にも悪影響を及ぼすようになった。ガスコイン自身はレンジャーズでの最初の2年間はサッカー人生において最高の時期だったが、最後の数カ月間は人生において最悪の時期だったと振り返っている。

### その後
1998年3月に345万ポンドの金額でフットボールリーグ・ディビジョン1（2部リーグに相当）のミドルズブラFCへ移籍。当時のミドルズブラの監督はイングランド代表でチームメイトだったブライアン・ロブソンが務めており、シーズン終盤での加入だったが7試合に出場しチームのプレミアリーグ昇格と、フットボールリーグカップ準優勝に貢献した。しかし、代表チームではワールドカップの直前にメンバーから落選（後述）し、同年秋にはアルコール依存とうつ病の問題により自殺未遂を引き起こし、精神病院に1か月間入院するなど、依然として問題を抱えていた。
2000年3月に、エバートンFCへ移籍。レンジャーズ時代の監督だったスミスの下で再びプレーすることになったが、私生活でもアルコール依存に絡んだ問題をしばしば起こし、ヘルニアが再発するなど負傷を抱えたこともあってプレーに精彩を欠いていた。シーズン途中にスミスが退任したことでガスコインもチームを退団し、フットボールリーグ・ディビジョン1のバーンリーFCへ移籍し6試合に出場した。
2003年1月、中華人民共和国の甘粛天馬に移籍し4試合で2得点を挙げたが、同国でSARSウイルスが流行したことによりリーグ戦が中止されたことを受けてそのままチームを退団し、アメリカ合衆国に渡って治療とカウンセリングを受けた。2004年にフットボールリーグ2（4部リーグに相当）のボストン・ユナイテッドFCに移籍し選手兼コーチとしてリーグ戦4試合に出場したが3ヵ月後に退団し、このまま現役を引退した。

## 代表経歴
ニューカッスルの練習生時代にはイングランド学生代表に選ばれた経験はなかったが、1987年に21歳以下のイングランド代表に選出され、トゥーロン国際大会に出場し5位。翌1988年の同大会では準優勝に貢献するなど13試合に出場し5得点を記録した。

### 1990 FIFAワールドカップ
イングランド代表としては同年9月14日のデンマークとの親善試合で代表デビューを果たし、同年11月16日に行われた1990 FIFAワールドカップ・予選のアルバニア戦で代表初得点を決めたが、当初はボビー・ロブソン監督の信頼を得るまでには至らなかった。翌1990年にイタリアで開催される本大会に向けた代表メンバーの中では当落線上の選手の一人だったが、同年4月25日のチェコスロバキアとの親善試合を前にした記者会見でのロブソンの「この試合が最後のチャンス」との言葉に奮起し、1得点を挙げるなど結果を残した事で代表メンバーに選出された。
大会ではロブソン監督の中心選手として6試合に先発出場。1次リーグ第3戦のエジプト戦でのアシスト、決勝トーナメント1回戦、ベルギー戦でデビッド・プラットの決勝点をアシストする活躍などで地元開催の1966年以来となるベスト4進出に貢献。準決勝の西ドイツ戦では、相手のエースであるローター・マテウスを上回るプレーを見せながらも、1-1の同点のまま迎えたPK戦の末に敗れて決勝戦進出を逃した。また、この試合の延長戦においてガスコインはトーマス・ベルトルトへの反則により主審から警告を受けたが、仮に決勝進出を果たしても累積警告により出場が出来ないと知り涙を流した。この試合での一幕はテレビを通じて世界中に放映されていたことから「ガッザの涙」として知られるようになったが、イギリス国内での反響は大きく、「敗戦に悔し涙を流す」国民的な英雄として扱われただけでなく、後のサッカー文化に影響を与えたとも言われている。
ガスコインの下にはテレビ番組、各種イベント、コマーシャル出演、関連グッズ販売など様々な依頼が殺到し、ワールドカップ終了後の1年間に数百万ポンドの利益を得た。ガッザ・マニアと呼ばれる熱狂的なファンが登場するなどの社会現象となり、ロックバンドの『ビートルズ』の人気に匹敵すると評された。また同年には英国放送協会 (BBC) の視聴者が選ぶスポーツ・パーソナリティ・オブ・ザ・イヤーに選ばれたが、これはサッカー選手としては1966年のワールドカップ・イングランド大会の年にボビー・ムーアが受賞して以来、2人目の出来事だった。

### 1994 FIFAワールドカップ予選
1991年に負った右膝の十字靭帯断裂のために1992年のUEFA EURO '92の出場は断念。怪我からの復帰後には再び代表チームへの招集を受け、同年10月に行われた1994 FIFAワールドカップ・ヨーロッパ予選のノルウェー戦で復帰を果たした。その後もガスコインは招集を受けたがグラハム・テイラー 監督との関係は良好ではなく、自身も出場機会が巡っても多くの結果を残すことは出来ず、最終的にノルウェーとオランダに競り負け本大会出場を逃した。1994年に所属クラブで脚を骨折したため、1年近く代表の試合からは遠ざかった。

### UEFA EURO '96
地元開催のUEFA EURO '96に向けて、トッテナム時代に指導を受けたヴェナブルズが監督に就任した。1995年6月に行われた日本との親善試合で復帰を果たすと、ベナブルズ指揮下の代表チームにおいて重要な選手と見なされるようになった。1996年の本大会ではグループリーグ初戦でスイスに引き分けたが、続くスコットランド戦を2-0、第3戦のオランダ戦を4-1で下して首位で決勝トーナメントへ駒を進めた。準々決勝ではスペインをPK戦の末に下し、1968年大会以来28年ぶりに準決勝進出を果たしたが、準決勝はドイツに1990年のワールドカップの際と同様にPK戦の末に敗れ、決勝進出を逃した。
なお、グループリーグ第2戦のスコットランド戦において、相手DFのコリン・ヘンドリーの頭上にボールを浮かしてタックルを交わし、浮き球を右足でボレーシュートを決めたシーンは「世紀のゴール」と呼ばれ語り草となっている。またガスコイン自身はグループリーグ第3戦のオランダ戦での勝利をイングランド代表史上に残る勝利に挙げているが、この大会について次のように評している。

### 1998 FIFAワールドカップ予選
欧州選手権終了後にヴェナブルズの後任としてグレン・ホドルが監督に就任したが、引き続き代表に招集され、1998 FIFAワールドカップ・ヨーロッパ予選に出場。1997年10月11日に敵地のローマで行われたイタリア戦は0-0の引分けに終わったが、この試合の結果により予選グループ首位で本大会出場を決めた。自身はこの試合を選手キャリアにおいて最高のパフォーマンスを発揮した試合の一つに挙げている。翌1998年の本大会に向けた28人の代表候補に選ばれ、同年5月のスペイン合宿に参加したが、ホドルはガスコインの体調と精神面を懸念して大会直前にメンバーから外す決定を下した。
ガスコインを欠いたイングランド代表は決勝トーナメントに進出したが、アルゼンチンに敗れてベスト16で敗退。この結果について当時のチームメイトだったデビッド・ベッカムは2003年に出版した自伝の中で「ガッザがいれば違った結果になっていたかもしれない。ガッザなら彼にしか為し得ない何かをチームにもたらしたはず」と発言している。その後、代表チームに招集される機会はなく、1998年5月29日に行われたベルギーとの親善試合が最後の試合出場となった。イングランド代表での通算成績は国際Aマッチ57試合出場10得点。

## 引退後
2005年10月27日から下部リーグのケタリング・タウンFCの監督に就任し、指導者としての再起を図るも、就任から39日後の同年12月5日に飲酒によるトラブルにより解任された。この日の深夜にリヴァプール市内のホテルの外で、新聞社のカメラマンへ暴行を加えた容疑により逮捕された。

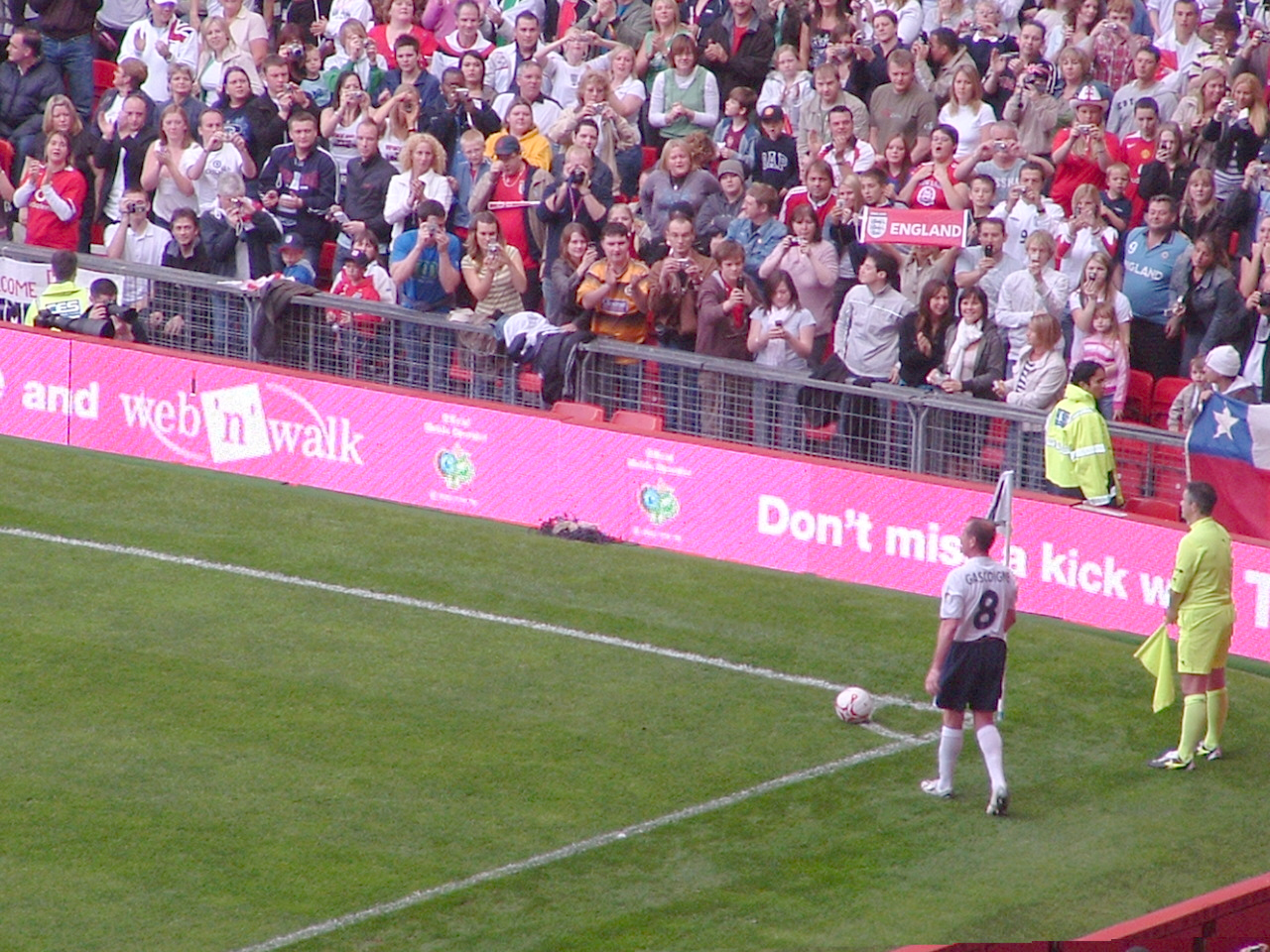
チャリティマッチに出場したガスコイン（2006年）

2006年11月、ロンドン西部のナイトクラブで男性に暴行した容疑で地元警察に身柄を拘束された。
2008年2月、ホテルの従業員から通報を受け警察は、深刻な精神障害に犯された者を強制的に精神病院に収容できるという心の健康に関する法律に基づき、イングランド北東部のゲートヘッドのホテルでガスコインを拘束（警察発表では負傷者及びホテルへの被害は無し）、“メンタルヘルス法”に基づき精神病院へ強制収容された。同年9月18日、パブの窓を激しく叩いたとして器物損壊容疑で逮捕された。
同年11月、国税庁から未納金推定20万ポンドの支払いを命じられ納税まで9週間の猶予が与えられたが、自己破産の可能性も出てきたとの報道もされた。12月には息子がチャンネル4制作のドキュメンタリー番組のインタビューに応じ「出来ることなら家族の前から消えてほしい」と発言するなど身内からも見放された状態となった。このような状況から、彼を取り巻く状況は日を増すたびに悪化していったが、2009年のインタビューではリハビリ施設にて健康維持療法を受け、アルコールと薬物依存から決別し健全な生活を取り戻すことに意欲を示していた。
2010年2月8日、ノース・ヨークシャーの飲食店で友人と共に騒動を起こし、飲酒運転の容疑で警察に逮捕された。翌日に揃って保釈されたが、出所祝いに立ち寄ったバーで店員と口論となり2夜連続で逮捕された。また、選手生活で手に入れた1400万ポンド（約20億円）の財産が底をつき自活不能な状況にあるため、プロフットボール選手協会(PFA)に住居を確保してくれるよう依頼があったとの報道がされた。
同年7月9日、ガスコインは同月3日に刑務所を出所したばかりの男が元恋人の交際相手を銃殺し逃走した容疑で指名手配された事件（2010年ノーサンブリア事件）に関心を持ち、容疑者がイングランド北東部のノーサンバランドにあるロスベリーという村で発見され警官隊に包囲されたと知るとタクシーを使って現場を訪れ「彼は私の友人だ」と主張した。その際に飲食物（ビールと数個のチキン）と釣り竿と衣類を差し入れ容疑者との面会を求めたが、ガスコインの申し出は警察により拒否され、容疑者は警察が包囲してから6時間後に拳銃自殺を図った。後にガスコインは、この時の騒動について「自宅で酒を飲んでいたところ、ニュースで事件を知った。彼とは面識はない」「（容疑者に面会を求めたのは）彼には話し相手が必要だと考えたからだ。しかし、容疑者が元恋人の交際相手を殺害し警官を狙撃したことは理解していなかった。あの時の行動を考えると気が咎める」と回答している。
同年9月、ノーザンプレミアフットボールリーグディヴィジョン1ノース（8部リーグに相当）のガーフォース・タウンの監督に就任するとの報道がされた。本人も現場復帰に意欲を見せ、同クラブの代表者は「営利目的ではなく、困難な人生を歩んでいる彼のような人物に再びチャンスを与えたい」と発言していた。PFAの最高責任者もガスコインの復帰に関して今後もサポートを続けていくことを表明していたが、最終的にこのオファーを辞退。
この報道から数日後の10月8日、ニューカッスル市内の路上で白昼に飲酒の上、蛇行運転をしていた容疑により再び逮捕。取調べの際に法律で定められている酒気帯び運転の基準値の約4倍の濃度のアルコールが検出された。
同月21日、自宅に薬物を隠し持っていた容疑で逮捕された。ガスコインの逮捕は2010年に入って4度目。
2013年7月4日、スティーブニッジで泥酔して暴れていたのを止めようとした警備員や元妻への暴行容疑で逮捕されたが、翌日に不起訴のまま釈放された。
2018年8月20日に性的暴行容疑でダラムにて逮捕され、11月19日に訴追されたが、2019年10月17日に無罪判決となった。
2022年3月26日に開催されたレンジャーズの150周年記念マッチに参加した。
2024年3月時点でホームレスであるため代理人の家に居候し、アルコール依存症を語る活動を行っていると報じられている。

## 人物

### 評価
プレースタイルに関しては「イングランドサッカー史上において最も優れた才能の持ち主」「ボビー・チャールトンとジョージ・ベストの才能を足して2で割ったような選手」「稀代の国際的な選手」などの高い評価を得ながら、前述のように奇行癖や飲酒癖にまつわるトラブルの数々から、人物そのもののとしては「サッカーの上手な愚か者」「自己破滅的」「酔っ払っていなければ最高の選手」「刹那的」などと評されている。
半生を綴った自伝のGazza My Story （邦題: ガッザの涙--フットボーラーポール・ガスコイン自伝）は、2005年に英国最優秀スポーツ書籍賞 (The Sports Book of the Year) を受賞しているが、実質的な執筆はビートルズの公式伝の執筆者として知られるジャーナリストのハンター・デイヴィス が行っている。

### 私生活
元モデルであり、既婚者で2人の子供の母親であったシェリル・ガスコインとは1991年頃から交際が始まった。ガスコインとシェリルは長い交際期間の末に1996年7月に結婚式を挙げたが、同年10月にガスコインが休暇中のホテルで口論の末に暴力を振るったことを契機に別居生活に入り、調停の末に1998年8月に離婚が成立した。元妻との継娘であるビアンカ・ガスコインはモデルや女優を務めている。

## 個人成績

### クラブでの成績
2004-05シーズン終了時の成績
| クラブ成績 | クラブ成績                   | クラブ成績         | リーグ | リーグ | カップ | カップ | リーグ杯 | リーグ杯 | 国際大会 | 国際大会 | 通算 | 通算 |
| シーズン   | クラブ                       | リーグ             | 出場   | 得点   | 出場   | 得点   | 出場     | 得点     | 出場     | 得点     | 出場 | 得点 |
| ---------- | ---------------------------- | ------------------ | ------ | ------ | ------ | ------ | -------- | -------- | -------- | -------- | ---- | ---- |
| 1984-85    | ニューカッスル・ユナイテッド | Div1               | 2      | 0      | 0      | 0      | 0        | 0        | -        | -        | 2    | 0    |
| 1985-86    | ニューカッスル・ユナイテッド | Div1               | 31     | 9      | 1      | 0      | 3        | 0        | -        | -        | 35   | 9    |
| 1986-87    | ニューカッスル・ユナイテッド | Div1               | 24     | 5      | 0      | 0      | 2        | 0        | -        | -        | 26   | 5    |
| 1987-88    | ニューカッスル・ユナイテッド | Div1               | 35     | 7      | 3      | 3      | 3        | 1        | -        | -        | 41   | 11   |
| 1988-89    | トッテナム・ホットスパー     | Div1               | 32     | 6      | 0      | 0      | 5        | 1        | -        | -        | 37   | 7    |
| 1989-90    | トッテナム・ホットスパー     | Div1               | 34     | 6      | 0      | 0      | 4        | 1        | -        | -        | 38   | 7    |
| 1990-91    | トッテナム・ホットスパー     | Div1               | 26     | 7      | 6      | 6      | 5        | 6        | -        | -        | 37   | 19   |
| 1991-92    | トッテナム・ホットスパー     | Div1               | 0      | 0      | 0      | 0      | 0        | 0        | -        | -        | 0    | 0    |
| 1992-93    | ラツィオ                     | セリエA            | 22     | 4      | 4      | 0      | -        | -        | -        | -        | 26   | 4    |
| 1993-94    | ラツィオ                     | セリエA            | 17     | 2      | 0      | 0      | -        | -        | 0        | 0        | 17   | 2    |
| 1994-95    | ラツィオ                     | セリエA            | 4      | 0      | 0      | 0      | -        | -        | 0        | 0        | 4    | 0    |
| 1995-96    | レンジャーズ                 | プレミア           | 28     | 14     | 4      | 3      | 3        | 1        | 7        | 1        | 42   | 19   |
| 1996-97    | レンジャーズ                 | プレミア           | 26     | 13     | 1      | 0      | 4        | 3        | 3        | 1        | 34   | 17   |
| 1997-98    | レンジャーズ                 | プレミア           | 20     | 3      | 3      | 0      | 0        | 0        | 5        | 0        | 28   | 3    |
| 1997-98    | ミドルズブラ                 | Div1               | 7      | 0      | 0      | 0      | 1        | 0        | -        | -        | 8    | 0    |
| 1998-99    | ミドルズブラ                 | プレミア           | 26     | 3      | 1      | 0      | 2        | 0        | -        | -        | 29   | 3    |
| 1999-00    | ミドルズブラ                 | プレミア           | 8      | 1      | 1      | 0      | 2        | 0        | -        | -        | 11   | 1    |
| 2000-01    | エヴァートン                 | プレミア           | 14     | 0      | 0      | 0      | 1        | 0        | -        | -        | 15   | 0    |
| 2001-02    | エヴァートン                 | プレミア           | 18     | 1      | 4      | 0      | 1        | 0        | -        | -        | 23   | 1    |
| 2001-02    | バーンリー                   | チャンピオンシップ | 6      | 0      | 0      | 0      | 0        | 0        | -        | -        | 6    | 0    |
| 2003       | 甘粛天馬                     | 甲級               | 4      | 2      | 0      | 0      | 0        | 0        | -        | -        | 4    | 2    |
| 2004-05    | ボストン・ユナイテッド       | リーグ2            | 4      | 0      | 0      | 0      | 1        | 0        | -        | -        | 5    | 0    |
| 通算       | イングランド                 | イングランド       | 267    | 45     | 16     | 9      | 30       | 9        | -        | -        | 313  | 63   |
| 通算       | イタリア                     | イタリア           | 43     | 6      | 4      | 0      | -        | -        | -        | -        | 47   | 6    |
| 通算       | スコットランド               | スコットランド     | 74     | 30     | 8      | 3      | 7        | 4        | 15       | 2        | 104  | 39   |
| 通算       | 中国                         | 中国               | 4      | 2      | 0      | 0      | 0        | 0        | -        | -        | 4    | 2    |
| 総通算     | 総通算                       | 総通算             | 378    | 83     | 28     | 12     | 37       | 13       | 15       | 2        | 468  | 110  |

### 代表での成績
出典
| イングランド代表 | イングランド代表 | イングランド代表 | イングランド代表 | イングランド代表 | イングランド代表 | イングランド代表 | イングランド代表 |
| 年               | 国際大会         | 国際大会         | 親善試合         | 親善試合         | 合計             | 合計             |                  |
| 年               | 出場             | 得点             | 出場             | 得点             | 出場             | 得点             |                  |
| ---------------- | ---------------- | ---------------- | ---------------- | ---------------- | ---------------- | ---------------- | ---------------- |
| 1988             | 0                | 0                | 2                | 0                | 2                | 0                |                  |
| 1989             | 2                | 1                | 2                | 0                | 4                | 1                |                  |
| 1990             | 7                | 0                | 6                | 1                | 13               | 1                |                  |
| 1991             | 0                | 0                | 1                | 0                | 1                | 0                |                  |
| 1992             | 2                | 2                | 0                | 0                | 2                | 2                |                  |
| 1993             | 6                | 2                | 0                | 0                | 6                | 2                |                  |
| 1994             | 0                | 0                | 1                | 0                | 1                | 0                |                  |
| 1995             | 0                | 0                | 6                | 0                | 6                | 0                |                  |
| 1996             | 8                | 2                | 3                | 1                | 11               | 3                |                  |
| 1997             | 3                | 1                | 5                | 0                | 8                | 1                |                  |
| 1998             | 0                | 0                | 3                | 0                | 3                | 0                |                  |
| 通算             | 28               | 8                | 29               | 2                | 57               | 10               |                  |

### 代表での得点
出典
| #  | 開催日         | 開催地                 | 対戦国           | 結果 | 大会                          |
| -- | -------------- | ---------------------- | ---------------- | ---- | ----------------------------- |
| 1  | 1989年4月26日  | イングランド、ロンドン | アルバニア       | 5-0  | 1990 FIFAワールドカップ・予選 |
| 2  | 1990年4月25日  | イングランド、ロンドン | チェコスロバキア | 4-2  | 親善試合                      |
| 3  | 1992年11月18日 | イングランド、ロンドン | トルコ           | 4-0  | 1994 FIFAワールドカップ・予選 |
| 4  | 1992年11月18日 | イングランド、ロンドン | トルコ           | 4-0  | 1994 FIFAワールドカップ・予選 |
| 5  | 1993年5月13日  | トルコ、イズミル       | トルコ           | 2-0  | 1994 FIFAワールドカップ・予選 |
| 6  | 1993年9月8日   | イングランド、ロンドン | ポーランド       | 3-0  | 1994 FIFAワールドカップ・予選 |
| 7  | 1996年5月23日  | 中国、北京             | 中国             | 3-0  | 親善試合                      |
| 8  | 1996年6月15日  | イングランド、ロンドン | スコットランド   | 2-0  | UEFA EURO '96                 |
| 9  | 1996年9月1日   | モルドバ、キシナウ     | モルドバ         | 3-0  | 1998 FIFAワールドカップ・予選 |
| 10 | 1997年10月11日 | イングランド、ロンドン | モルドバ         | 4-0  | 1998 FIFAワールドカップ・予選 |

## 個人タイトル
- PFA年間最優秀若手選手賞（1988年）
- BBC選定年間最優秀スポーツ選手（1990年）
- スコットランド・サッカー記者協会年間最優秀選手賞（1996年）
- スコットランドPFA年間最優秀選手賞（1996年）
- イングランドサッカー殿堂（2002年）
- レンジャーズFC 殿堂（2006年）

## 著書
- ポール・ガスコイン 著、東本貢司 訳『ガッザの涙--フットボーラーポール・ガスコイン自伝』カンゼン、2006年。ISBN 4-901782-73-8。
- Paul Gascoigne; John McKeown, Hunter Davies (2006). Being Gazza: Tackling My Demons. London: HeadlinePublishing. ISBN 978-0755315437